# Oxalis flava
Oxalis flava là một loài thực vật có hoa trong họ Chua me đất. Loài này được L. mô tả khoa học đầu tiên.